# Jean Debuf
Jean Debuf (* 31. Mai 1924 in Bousbecque; † 6. Oktober 2010) war ein französischer Gewichtheber.

## Werdegang
Jean Debuf spielte als Jugendlicher gerne Fußball und betrieb Leichtathletik. Erst 1943 begann er mit dem Gewichtheben. Er machte gute Fortschritte und gewann 1945 im Schwergewicht die französische Junioren-Meisterschaft mit 290 kg im olympischen Dreikampf. 1947 wurde er bei französischen Meisterschaften mit 322,5 kg zweiter Sieger hinter Henry Ferrari. 1948 gewann er erstmals die französische Meisterschaft mit 352,5 kg im Leichtschwergewicht und vertrat Frankreich bei den Olympischen Spielen in London, wo er im Leichtschwergewicht mit 370 kg den 4. Platz belegte. Bis 1956 startete er dann bei vielen internationalen Meisterschaften, gewann eine Olympiamedaille und drei Europameister-Titel.
Nach Beendigung seiner aktiven Laufbahn war er einige Jahre lang Präsident des französischen Gewichtheber-Verbandes.

## Internationale Erfolge
(OS = Olympische Spiele, WM = Weltmeisterschaft, EM = Europameisterschaft, Ls = Leichtschwergewicht, Ms = Mittelschwergewicht)
- 1948, 4. Platz, OS in London, Ls, mit 380 kg, hinter Stanley Stanczyk, USA, 412,5 kg, Harold Sakata, USA, 380 kg und Gösta Magnusson, Schweden, 375 kg;
- 1949, 2. Platz, WM + EM in Scheveningen, Ls, mit 382,5 kg, hinter Stanczyk, 412,5 kg und vor Raissi, Iran, 365 kg; EM-Wertung: 1. Platz;
- 1951, 2. Platz, WM + EM in Mailand, Ls, mit 392,5 kg, hinter Stanczyk, 402,5 kg und vor Rhanavardi, Iran, 387,5 kg; EM-Wertung: 1. Platz und Raymond Herbaux
- 1951, 1. Platz, Mittelmeerspiele in Alexandria, Ls mit 390,0 (112.5, 122.5, 155.0) kg, vor Auad Khalil Arabi, Ägypten 380,0 (107.5, 122.5, 150.0) kg, und Mohamad Makkuk, Lebanon, 315,0 (85.0, 105.0, 125.0) kg;
- 1952, 5. Platz, OS in Helsinki, Ls, mit 400 kg, hinter Trofim Lomakin, UdSSR, 416,5 kg, Stanczyk, 415 kg, Arkadi Worobjow, UdSSR, 407,5 kg und Rhanavardi, 402,5 kg;
- 1954, 3. Platz, WM + EM in Wien, Ls, mit 405 kg, hinter Thomas Kono, USA, 435 kg und Lomakin, 427,5 kg; EM-Wertung: 2. Platz, hinter Lomakin und vor Psenicka jun., Tschechoslowakei;
- 1955, 4. Platz, WM + EM in München, Ms, mit 410 kg, hinter Worobjow, 455 kg, Clyde Emrich, USA, 427,5 kg und Rhanavardi, 425 kg, EM-Wertung: 2. Platz, hinter Worobjow und vor Iwan Wesselinow, Bulgarien;
- 1955, 1. Platz, Mittelmeerspiele in Barcelona, Ms mit 420,0 (127.5, 127.5, 165.0) kg, vor Mohamed Ibrahim Saleh, Ägypten 400,0 (115.0, 125.0, 160.0) kg, und Gerolamo Rovegno, Italien, 382,5 (117.5, 115.0, 150.0) kg;
- 1956, 1. Platz, EM in Helsinki, Ms, mit 427,5 kg, vor Fjodor Osipa, UdSSR, 427,5 kg und Wesselinow, 417,5 kg;
- 1956, Bronzemedaille, OS in Melbourne, Ms, mit 425 kg, hinter Worobjow, 462,5 kg und Dave Sheppard, USA, 442,5 kg.

## Nationale Erfolge
Jean Debuf war 13-facher französischer Meister im Leichtschwer- und Mittelschwergewicht.